# NGC 4208
NGC 4208 (NGC 4212) é uma galáxia espiral (Sc) localizada na direcção da constelação de Coma Berenices. Possui uma declinação de +13° 54' 07" e uma ascensão recta de 12 horas, 15 minutos e 39,2 segundos.
A galáxia NGC 4208 foi descoberta em 8 de Abril de 1784 por William Herschel.